# Zeng Jiongzhi

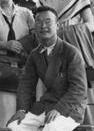
Zeng Jiongzhi

Zeng Jiongzhi (chinesisch 曾炯之, Pinyin Zēng Jiǒngzhī), englische Transkription auch Chiungtze Chiung Tsen (* 2. April 1898 im Kreis Xinjian der Stadt Nanchang, Chinesisches Kaiserreich; † 1. Oktober 1940 in Xichang, Republik China), war ein chinesischer Mathematiker, der sich mit Algebra beschäftigte.

## Leben
Zeng, der Sohn armer Fischer, begann sein Studium in China erst mit 24 Jahren am Wuchang Senior Normal College, wo einer seiner Lehrer der Analytiker Kien-Kwong Chen (1893–1971) war und wo er 1926 seinen Abschluss machte. Er unterrichtete dann als Lehrer und ging Ende 1928 mit einem Stipendium der chinesischen Regierung nach Deutschland (zuerst zum Sprachstudium an die Universität in Berlin), ab 1929 an die Universität Göttingen. Er wurde 1934 in Göttingen promoviert bei Emmy Noether (damals schon nicht mehr in Göttingen, sie bewertete die Arbeit aber brieflich) und Friedrich Karl Schmidt (Algebren über Funktionenkörpern). In seiner Dissertation führte er die Idee quasi-algebraisch geschlossener Körper  ein und bewies ein nach ihm benanntes Theorem, dass Funktionenkörper einer algebraischen Kurve über einem algebraisch abgeschlossenen Körper quasi-algebraisch abgeschlossen sind. Daraus folgt, dass die Brauergruppe dieses Funktionenkörpers in einer Variable über einem algebraisch abgeschlossenen Körper trivial ist (es gibt keine nicht-triviale zentrale einfache Divisionsalgebra über diesem Funktionenkörper). Das Konzept Quasi-Algebraisch Abgeschlossen wurde 1951 von Serge Lang wiederentdeckt (in seiner Dissertation in Princeton). Zeng gehörte in Göttingen zum Kreis von Ernst Witt und war mit diesem befreundet.
1934 schloss sich ein Studium an der Universität Hamburg bei Emil Artin an, wo er auch Freundschaft mit S. S. Chern schloss. Ab Juli 1935 war er wieder in China. Seine einzige weitere Veröffentlichung neben der erwähnten Arbeit von 1933 und seiner Dissertation war Zur Stufentheorie der quasi-algebraischen Abgeschlossenheit kommutativer Körper im kurzlebigen Journal of the Chinese Mathematical Society (Band 1, 1936, S. 81–92), das auf Arbeiten in Hamburg beruhte und der kurz zuvor verstorbenen Emmy Noether gewidmet war. 1937 wurde er Professor an der Tianjin-Universität (damals Peiyang-Universität), die kurz darauf mit Ausbruch des chinesisch-japanischen Krieges nach Xi’an evakuiert wurde und dann in andere Städte. Er gab unter anderem Algebra Kurse auf Basis von van der Waerdens bekanntem Lehrbuch. Schließlich war er Professor am Northwestern Institute of Technology in Chenggu. 1939 ging er an das neu gegründete National Xikang Institute of Technology in Xichang auf Einladung von dessen Präsidenten Li Xutien, der vorher Präsident der Peiyang-Universität war. Auf der beschwerlichen Reise dorthin erlitt seine Frau eine Fehlgeburt und auch die Lebensumstände in Xichang waren sehr schlecht. Er starb dort am 1. Oktober 1940 an einem Magengeschwür.
Er war seit 1937 verheiratet.